# Пожирач плоті
Пожирач плоті (Chupacabra: Dark Seas) — науково-фантастичний фільм жахів каналу «Syfy» 2005 року режисера Джона Шепфірда.

## Про фільм
Коли криптозоолог доктор Пенья ловить легендарну Чупакабру на віддаленому карибському острові, він контрабандою переправляє її на борт круїзного лайнера.
Це призводить до катастрофічних наслідків.

## Знімались
| Актор              | Роль             |
| ------------------ | ---------------- |
| Джон Ріс-Девіс     | капітан Рендольф |
| Ділан Ніл          | Томпсон          |
| Челан Сіммонс      | Дженні           |
| Джанкарло Еспозіто | Пенья            |
| Пола Шоу           | Гартман          |
| Девід Міллберн     | Макгроу          |